# Alois Panhans
Alois Panhans (ur. 1911, zm. ?) – zbrodniarz hitlerowski, członek załogi niemieckich obozach koncentracyjnych Mauthausen-Gusen i Buchenwald oraz SS-Unterscharführer.
Z zawodu nauczyciel. Członek NSDAP od 1938 i SS od 1 listopada 1938. Do Waffen-SS należał od 13 listopada 1939. Służbę obozową rozpoczął w Stutthofie. Następnoie pełnił służbę w Gusen, podobozie KL Mauthausen, jako urzędnik w magazynie, w którym składowano mienie zrabowane więźniom od 13 marca 1941 do 31 stycznia 1944. Następnie został przeniesiony do obozu w Buchenwaldzie. Panhans znęcał się nad więźniami, bijąc ich i wykonując na nich okrutne kary, w tym karę chłosty.
W procesie załogi Mauthausen-Gusen (US vs. Hans Giovanazzi i inni) skazany został na 20 lat pozbawienia wolności. Karę zamieniona na 10 lat pozbawienia wolności w wyniku rewizji wyroku.